# Rose-Anaïs Gras
Pour les articles homonymes, voir Gras.
Rose-Anaïs Gras (1841-1920) est une félibresse de langue d'oc et traductrice.

## Biographie

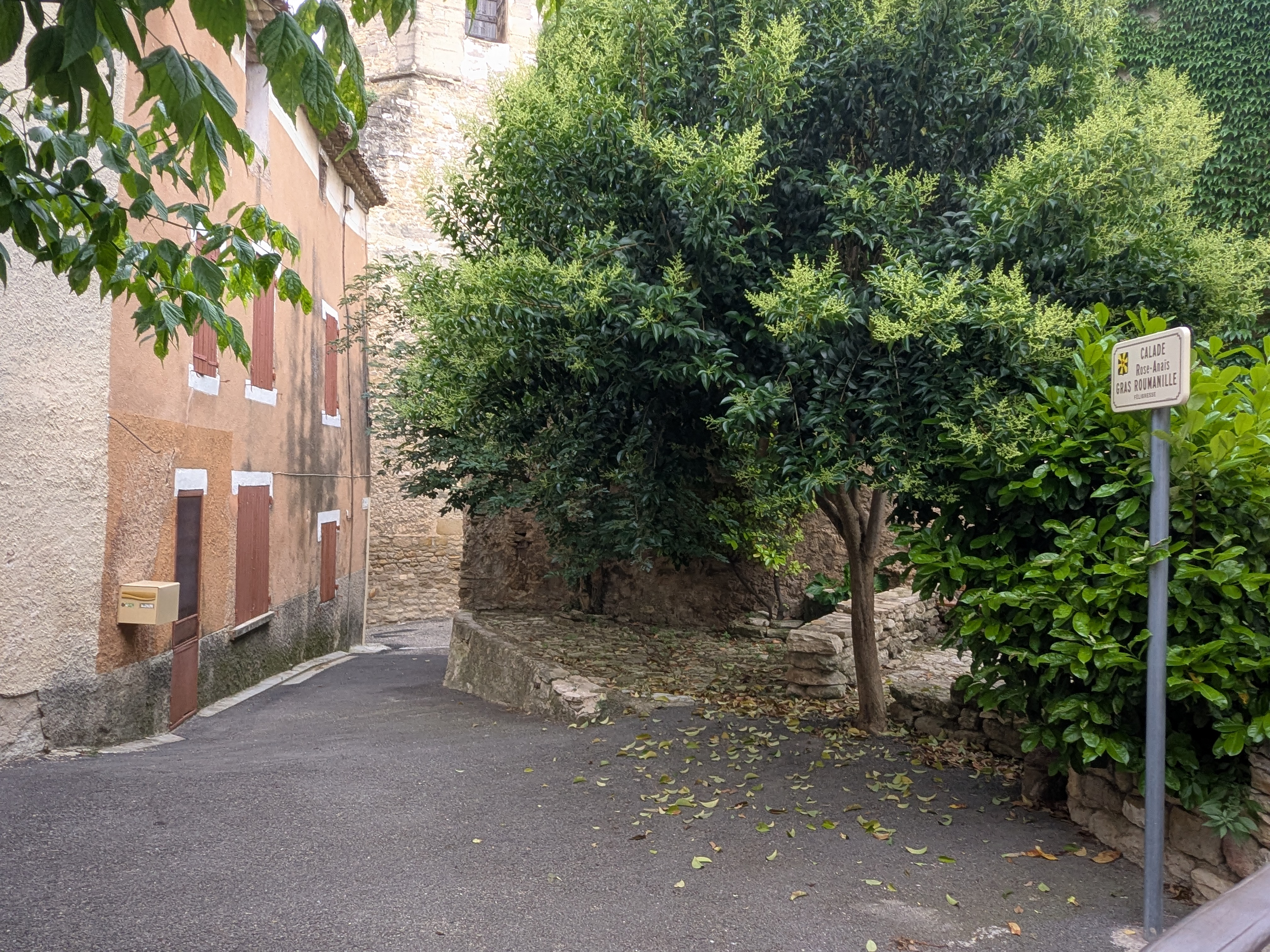
Une calade porte le nom de Rose-Anaïs Gras à Malemort-du-Comtat.

Sœur de Félix Gras elle est née en 1841, à Malemort Vaucluse. En 1863 elle épouse Joseph Roumanille, qu'elle avait rencontré l'année précédente aux Jeux floraux d’Apt ; il lui avait remis le Prix de la violette pour son sonnet A santo Ano d'At, cantico. Elle collabore à L'almanach du sonnet, ainsi qu'à la maison d'édition tenue par son mari. Après la mort de celui-ci elle continue cette tâche.
En 1877, elle est faite maîtresse en gai savoir du Félibrige.
Elle meurt le 17 octobre 1920.

## Œuvre
- A santo Ano d'At, cantico... Imprimerie de F. Seguin, Avignon 1862 Lire en ligne sur Gallica
  - Dans l'Armana provençau (sur Gallica)
- Sounet CXLII de Petrarco ; traducioun prouvençalo de madamo Roso-Anaïs Roumanille, "(20 de juliet 1874)" traducioun qu'a gagna la Courouno d'oulivié d'argent, de Beziés, i Jo flourau d'Avignoun  -  Typographie de F. Seguin aîné, Avignon 1874. Traduction couronnée par l'Olivier d'argent, aux Jeux floraux d'Avignon, juillet 1874. Sounet CXLII
- Li voulountari
- Bruneto
- La Vièio
- Autres textes